# Октябрьское (Правдинский район)
Октябрьское — поселок в Правдинском районе Калининградской области.

## География
Находится в южной части Калининградской области на расстоянии приблизительно 5 км на север по прямой от административного центра района города Правдинск.

## История
В поселке имеются руины каменной кирхи постройки 1887 года. Населенный пункт назывался Кляйн Шёнау до 1950 года. В составе Правдинского района с 2006 по 2015 год входил в Правдинское городское поселение.

## Население
Численность населения: 335 человек (1910 год), 301 (1939), 8 (русские 50 %, белорусы 37 %) в 2002 году, 8 в 2010.